# District de Bátonyterenye
Le district de Bátonyterenye (en hongrois : Bátonyterenyei járás) est un des 6 districts du comitat de Nógrád en Hongrie. Créé en 2013, il compte 21 590 habitants et rassemble 8 localités : 7 communes et une seule ville, Bátonyterenye, son chef-lieu.

## Localités
- Bátonyterenye
- Dorogháza
- Mátramindszent
- Mátranovák
- Mátraterenye
- Mátraverebély
- Nemti
- Szuha